# 수리아 (나바라)

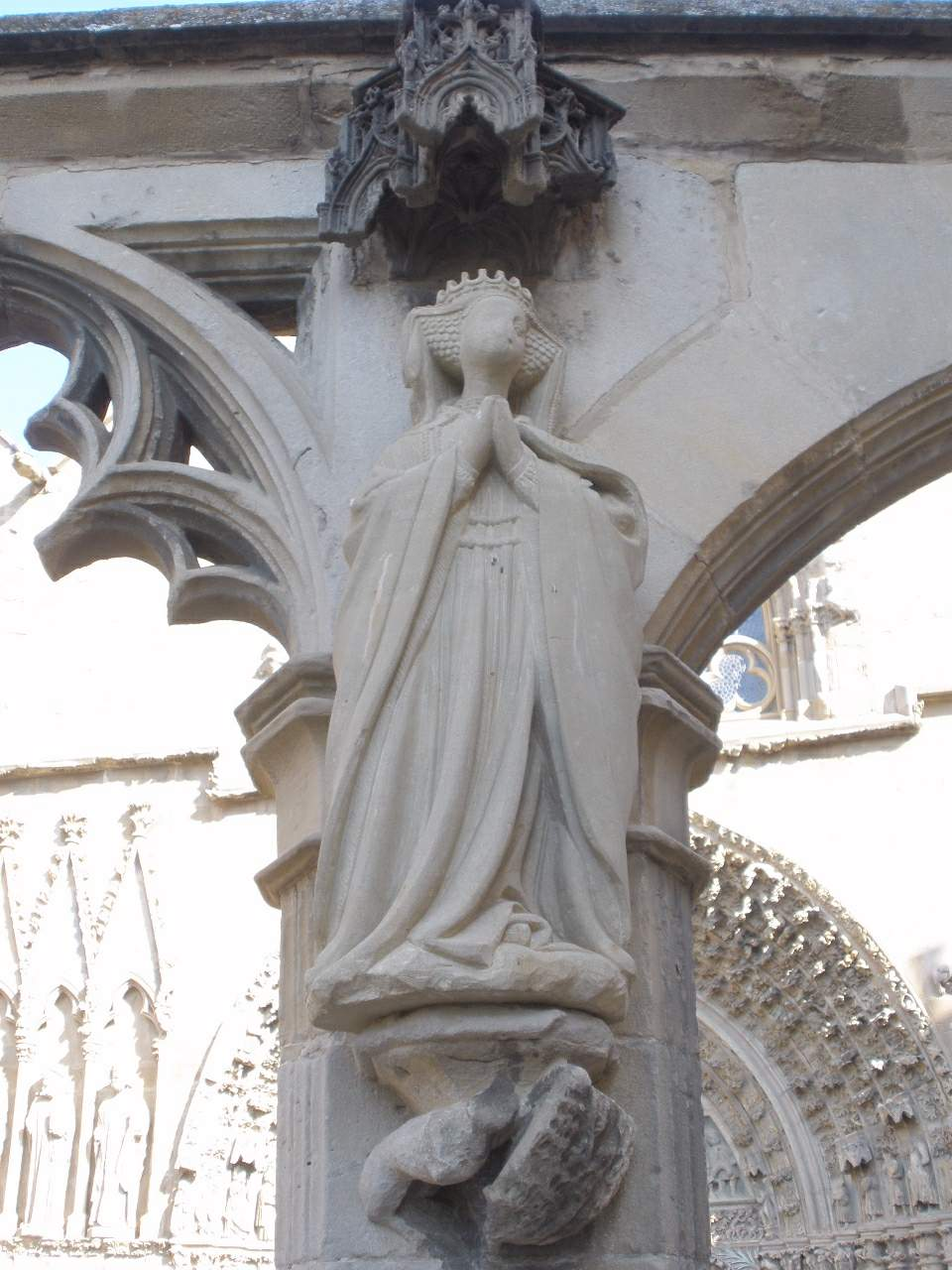
수리아 1세

수리아 1세 아 나파로아코아(바스크어: Zuria I.a Nafarroakoa, 1387년 7월 6일 ~ 1441년 4월 1일)는 나바라 왕국의 공주이자 시칠리아 왕국의 왕비(재위: 1402년 12월 26일 ~ 1409년 7월 25일)였으며 나바라 왕국의 여왕(재위: 1425년 9월 8일 ~ 1441년 4월 1일)이다.

## 생애
수리아의 카스티야 연합왕국의 왕 엔리케 2세의 외손녀이며 부친 카를로스 3세와 모친 레오노르 데 카스티야 왕녀 사이에 둘째 딸로 태어났다.
10대의 나이로 아라곤 왕국의 왕 마르틴의 아들이자 시칠리아 왕국의 왕 마르티노 1세와 혼인하여 마르티누를 낳았으나 유아기에 사망하였고 아들이 죽은지 얼마 안되 남편 마르티누 1세도 요절, 사별하게 된다. 이후 10여년간 미혼상태로 지내다가 아라곤 왕국의 왕 알리폰소 5세의 동생 발라게르의 영주 추안와 혼인하였다.
혼인한지 1년 뒤 둘 사이에 카를로스를 낳았고 수리아의 아버지 카를로스 3세는 기뻐하며 나바라 왕국의 왕위계승권를 나타내는 비아나 공(Vianako Printzea)의 지위를 만들고 외손 카를로스에게 수여하였다.
카를로스 3세 사후 수리아는 그의 뒤를 이어 나바라 여왕에 등극했으며 발라게르 영주 추안도 나바라 명예왕이 되어 호아네스 2세로 불리게 되었다.

## 사후
10여년 뒤 수리아는 50대 후반의 나이로 사망하였고 카를로스 데 비아나 공이 그녀의 후계자로서 나바라왕으로 즉위해야 하며 호아네스 2세는 관례에 따라 명예왕에서 물러나야했다. 하지만 호아네스는 아들 비아나 공을 나바라 부왕으로 임명하여 나바라 왕국의 실질적인 국왕이 되고자하는 야심을 드러내었다. 이에 나바라 귀족들은 비아나 공을 왕으로 추대하여 장기적인 나바라 내전(Nafarroako Gerra Zibila)이 일어나게 된다.